# Spilogona tetrachaeta
Spilogona tetrachaeta este o specie de muște din genul Spilogona, familia Muscidae. A fost descrisă pentru prima dată de Malloch în anul 1920. Conform Catalogue of Life specia Spilogona tetrachaeta nu are subspecii cunoscute.